# Архитектура Израиля

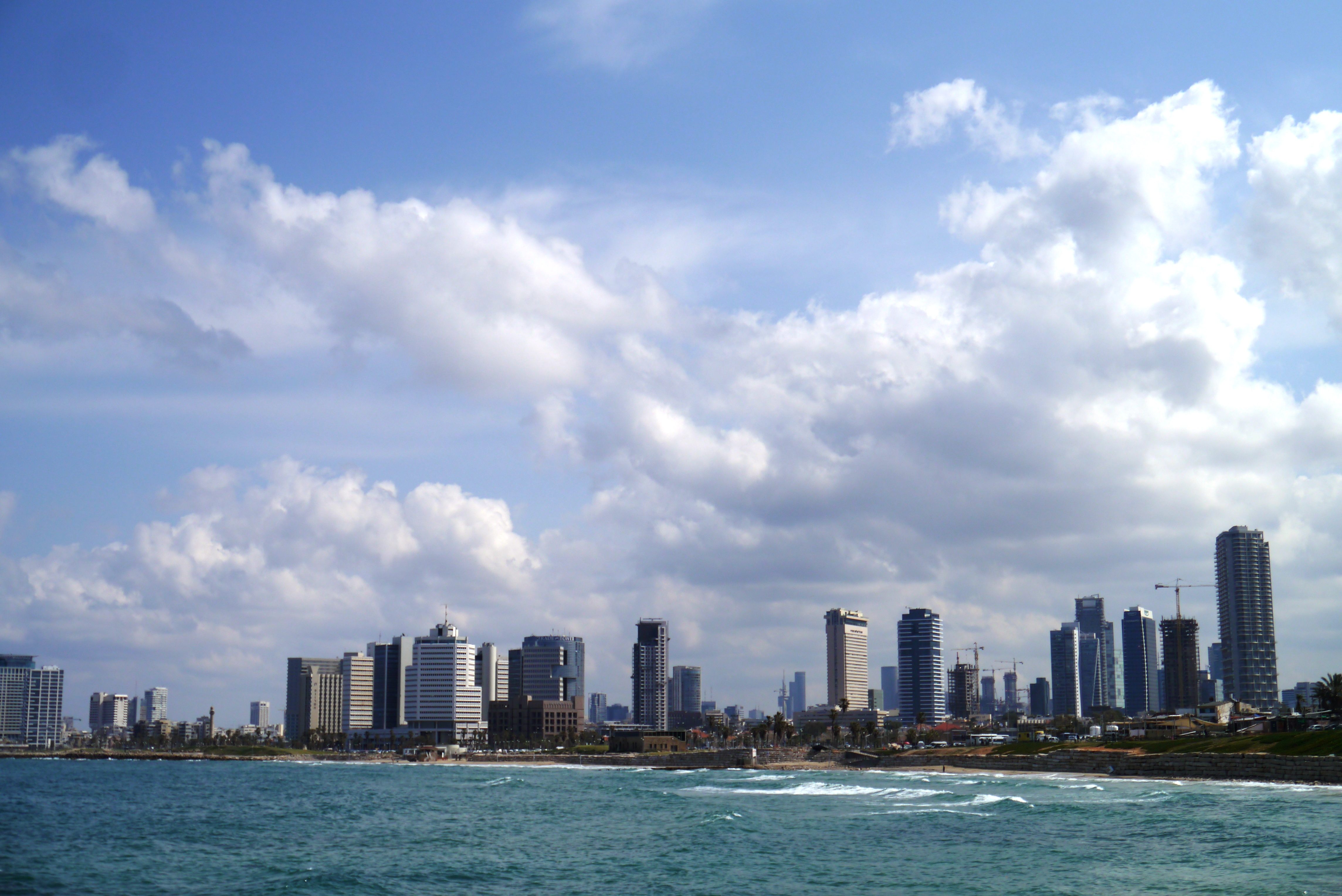
Современная архитектура Израиля.

Архитектура Израиля представлена множеством стилей архитектуры. Предпосылками разнообразия являются этническая неоднородность страны, а также её климатические и ландшафтные особенности. Каждая нация в Израиле привнесла свои национальные и фольклорные особенности в оформление различных зданий и сооружений. В Израиле имеются замки крестоносцев, исламские медресе, византийские церкви, бывшие дома тамплиеров, здания в стиле Баухаус, арабские минареты, купола русской православной церкви и высокие современные небоскребы, которые формировались на протяжении всей истории страны.

## Стили архитектуры

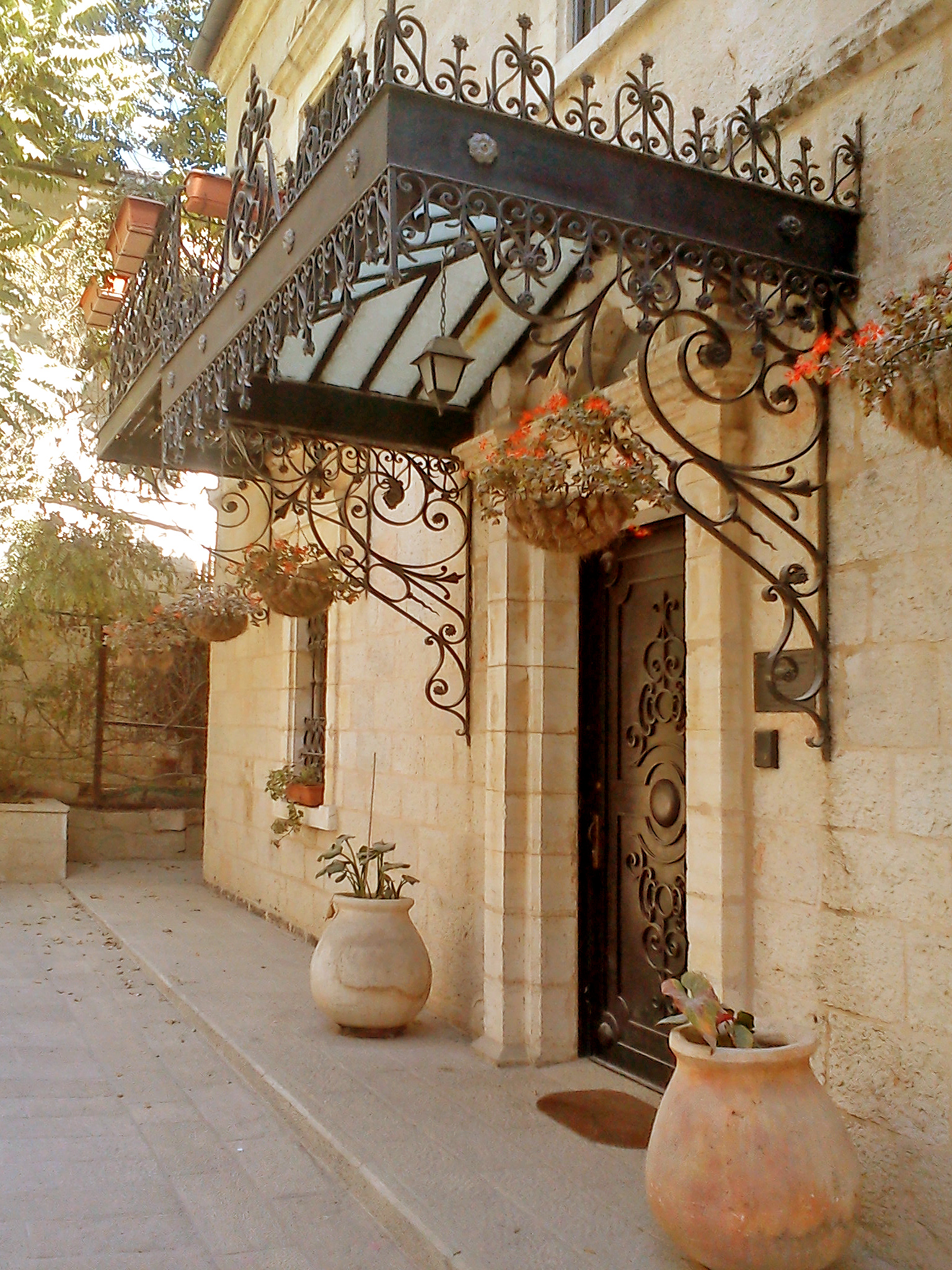
Для строительства зданий в Израиле использовался иерусалимский камень и металл.

Древнейшие архитектурные памятники Израиля относятся к периоду Древнего Израильского царства и Иудейского царства (X—VI вв. до н. э.). Характерные примеры — крепость Масада, руины синагог в Капернауме и Тивериаде. Эти постройки отличаются монументальностью и использованием местных строительных материалов, таких как камень.
В период османской империи (XVI—XX вв.) в архитектуре Израиля распространился средиземноморский стиль с влиянием османской архитектурной традиции. Это проявлялось в использовании куполов, арок, украшенных фасадов. Примером служат старые кварталы городов Яффо, Акко, Хайфа.
Во времена Британского мандата (1917—1948 гг.) был принят закон, согласно которому все строительство в Иерусалиме, должно было производиться из иерусалимского камня. В Израиле развивалась эклектичная архитектура, сочетавшая элементы модернизма, средиземноморского стиля и традиционные ближневосточные мотивы. Характерные черты — белоснежные здания с плоскими крышами, арками, колоннами. Примеры — Еврейский университет в Иерусалиме и здание Кнессета. Также в эти времена в пригородах стали создавать сады.
Арабы строили небольшие каменные дома на склонах холмов, с плоскими или купольными крышами. Крестоносцы сооружали крепости на стратегических вершинах холмов. Христиане возводили церкви. Тамплиеры воздвигали дома с черепичными крышами, по аналогии с немецкой деревней. В первые годы независимого существования в Израиле построили много многоквартирных домов для размещения новых иммигрантов, чтобы заменить хижины и прочие временные сооружения. В 2003 году ЮНЕСКО провозгласило «Белый город» Тель-Авива всемирным культурным наследием за «выдающийся пример нового градостроительства и архитектуры начала XX века». Несмотря на рост цен недвижимости, небоскребы начали строить по всей стране. Башня Моше Авив в Рамат-Гане является самым высоким зданием в Израиле на сегодняшний день.

## Традиционный сельский дом
До конца 19-го века традиционный арабский сельский дом в деревнях Палестины на территории нынешнего Израиля состоял из комнат, разделенных на уровни в соответствии с различными функциями, выполняемыми в доме:
- Rawiyeh — нижний уровень на высоте двора считался «грязной» частью дома, которая использовалась для хранения и укрытия скота.
- Mastabeh — более высокий жилой уровень использовалась для сна, еды, приема гостей и хранения вещей.
- Сида (галерея) — общая площадь жилых помещений над мастабой, использовалась в основном для сна[2].

Дом во второй половине 19-го века характеризуется поперечным сводом над традиционным домом, создавая пространство между полом со скотом в нижней комнате и жилой частью. Отдельный вход делался в каждый отсек здания.
За пределами деревни строились укрепленные дома. Они имели два этажа: приподнятый цокольный этаж с маленькими окнами использовался для выращивания скота и хранения товаров, отдельный жилой этаж с большими окнами и балконами использовался для проживания жителей.

## Галерея

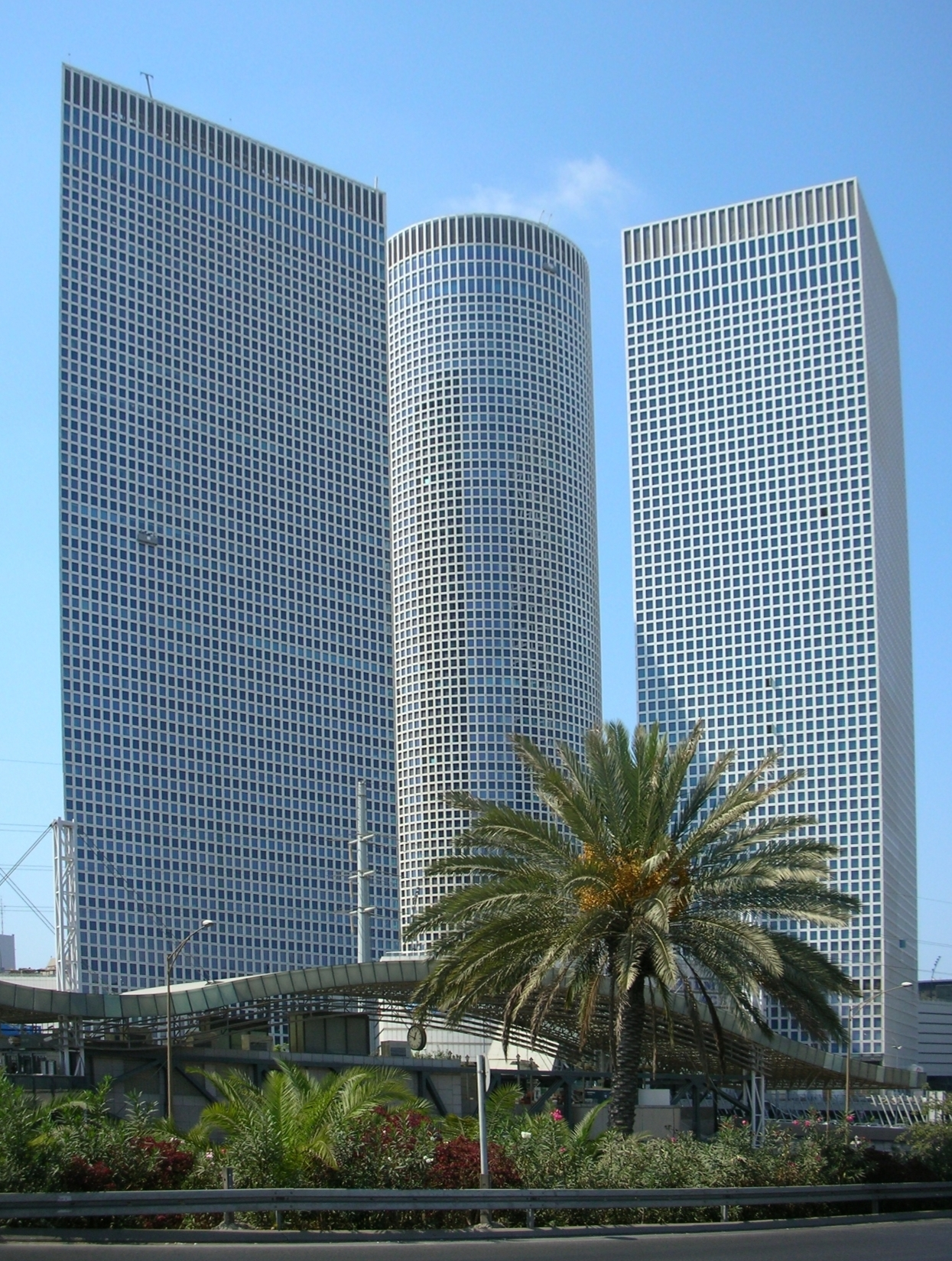
Центр Азриэли, Тель-Авив
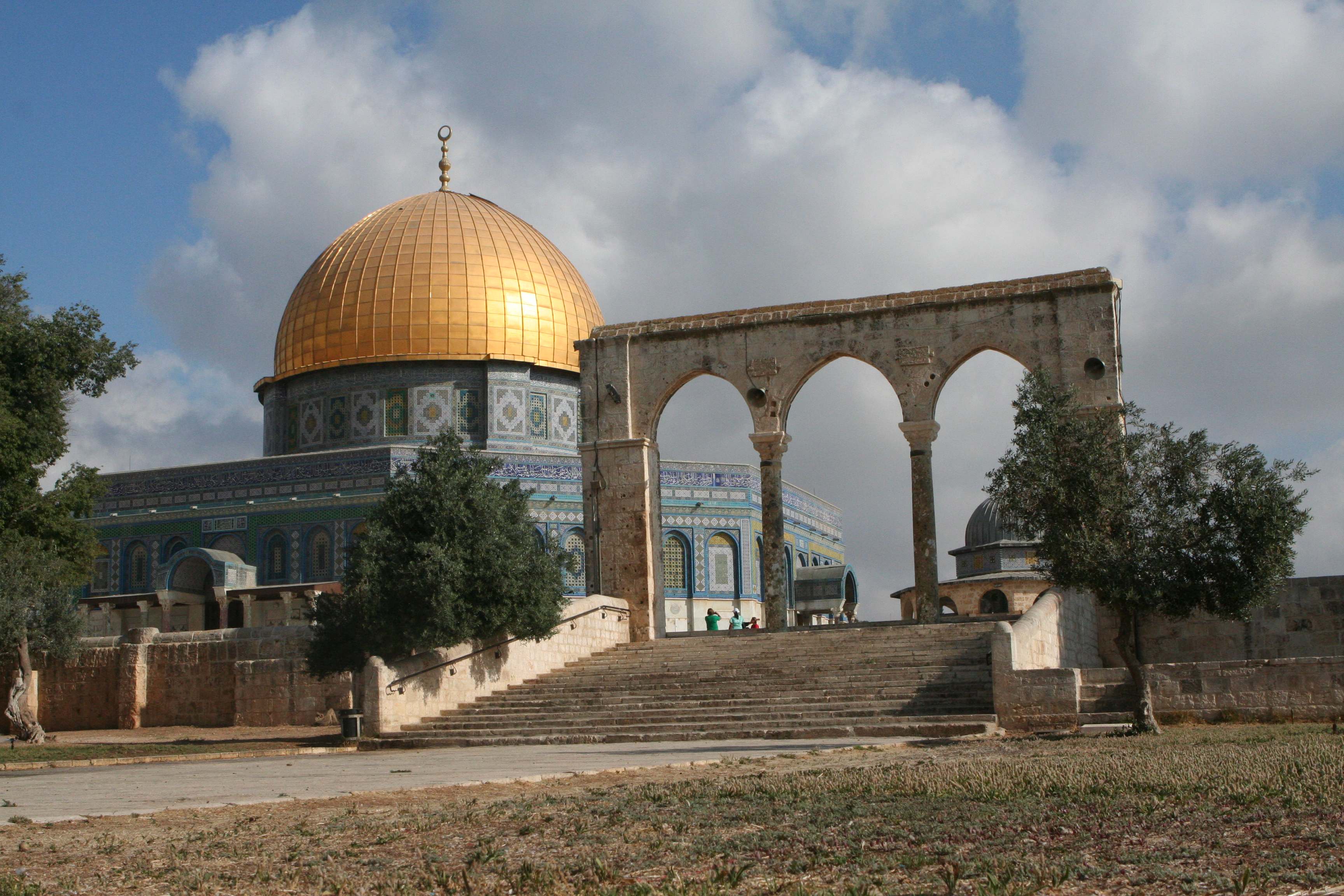
Купол Скалы, Иерусалим
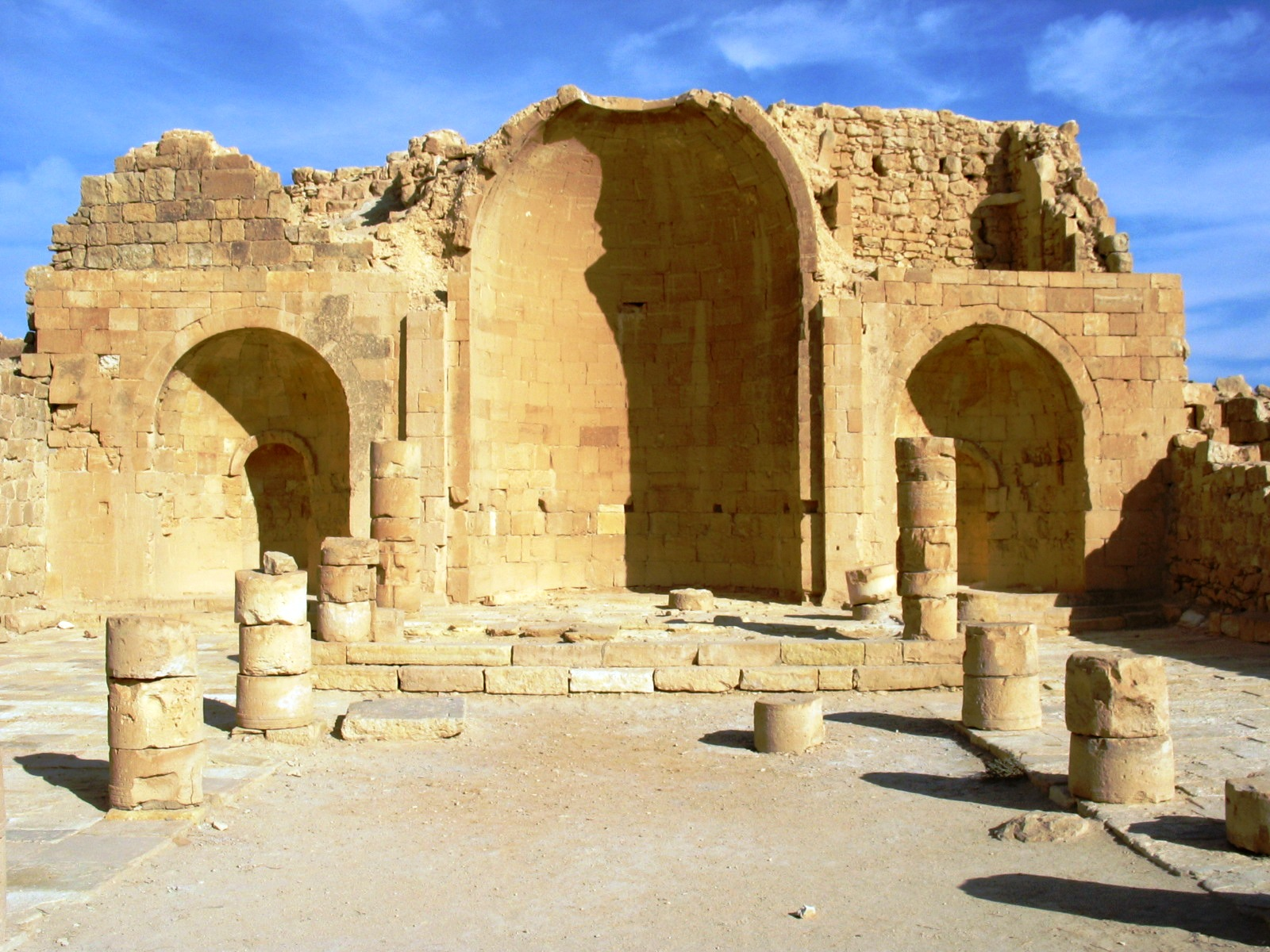
Руины церкви в Шивте

## Архитекторы
Ведущими архитекторами Израиля начала 1950-х годов были Дов Карми, Зеэв Рехтер и Арье Шарон. Рудольф Тростлер сыграл важную роль в проектировании промышленных зданий страны. Дора Гад разработала интерьеры кнессета, Музея Израиля, первые крупные отели страны, Еврейскую национальную и университетскую библиотеку. Амнон Нив разработал проект здания Moshe Aviv Tower — самого высокого здания в Израиле. Давид Резник удостоен премии Израиля в области архитектуры.